# Rezerwat przyrody Kopce
Rezerwat przyrody Kopce – leśny rezerwat przyrody w Marklowicach, dzielnicy Cieszyna w województwie śląskim. Utworzony został zarządzeniem Ministra Leśnictwa z dnia 18 grudnia 1953 r. (Monitor Polski nr A-1, poz. 21), posiada powierzchnię 14,77 ha. Obszar rezerwatu podlega ochronie ścisłej.
Rezerwat obejmuje izolowany kompleks leśny na terenie Pogórza Cieszyńskiego, położony na stromej skarpie prawego brzegu rzeki Olzy oraz na przylegającym płaskowyżu. Przecinają go wąwozy o stromych stokach, których dnem płyną niewielkie cieki. Obok znacznego urozmaicenia form morfologicznych terenu na uwagę zasługują wychodnie rzadkiej skały wulkanicznej – cieszynitu.
Rezerwat powołano w celu zachowania ze względów dydaktycznych i naukowych naturalnego fragmentu lasów liściastych piętra pogórza:
- grądu subkontynentalnego (z grabem, dębem szypułkowym, lipą, klonem polnym, modrzewiem europejskim, jaworem oraz wiązem górskim);
- żyznej buczyny karpackiej (z bukiem pospolitym, jaworem, klonem zwyczajnym, jesionem i świerkiem);
- łęgu jesionowo-wiązowego w miejscach najwilgotniejszych.

oraz występujących w ich runie rzadkich gatunków roślin zielnych, w tym cieszynianki wiosennej i obrazków alpejskich.
W rezerwacie spotkać można łącznie ok. 150 gatunków roślin naczyniowych, z których 14 podlega ochronie prawnej. Ochroną ścisłą są objęte (oprócz wspomnianej cieszynianki wiosennej i obrazków plamistych): bluszcz pospolity, kruszczyk szerokolistny, kukułka Fuchsa, parzydło leśne, skrzyp olbrzymi, śnieżyczka przebiśnieg i wawrzynek wilczełyko. Ochronie częściowej podlegają kalina koralowa, konwalia majowa, kopytnik pospolity, pierwiosnka wyniosła i przylaszczka pospolita.
Bardzo bogata jest fauna rezerwatu. Liczną grupą zwierząt na jego terenie są ptaki. Gniazdują tu m.in. sikory: bogatka i modra, a także kos, kapturka, dzięcioł duży i bażant. Z płazów występuje tu żaba trawna, ropucha szara, traszka zwyczajna i salamandra plamista. Spotkamy też przedstawicieli wielu rzędów owadów, pajęczaków i ślimaków (z tych ostatnich m.in. winniczka).
Przez teren rezerwatu prowadzi ścieżka dydaktyczna.